# Лоє (Козеницький повіт)
Лоє (пол. Łoje) — село в Польщі, у гміні Сецехув Козеницького повіту Мазовецького воєводства.
Населення — 153 особи (2011).
У 1975-1998 роках село належало до Радомського воєводства.

## Демографія
Демографічна структура станом на 31 березня 2011 року:
|          | Загалом | Допрацездатний вік | Працездатний вік | Постпрацездатний вік |
| -------- | ------- | ------------------ | ---------------- | -------------------- |
| Чоловіки | 78      | 20                 | 49               | 9                    |
| Жінки    | 75      | 12                 | 45               | 18                   |
| Разом    | 153     | 32                 | 94               | 27                   |